# Liste der portugiesischen Botschafter in Sri Lanka
Die Liste der portugiesischen Botschafter in Sri Lanka listet die Botschafter der Republik Portugal in Sri Lanka auf. Die beiden Staaten unterhalten seit 1953 diplomatische Beziehungen, die auf die Ankunft der Portugiesen ab 1505 und die Zeit des heutigen Sri Lankas als portugiesische Kolonie Ceylon zurückgehen.
Erstmals akkreditierte sich ein portugiesischer Vertreter in Sri Lanka im Jahr 1953. Eine eigene Vertretung (Legation, einer Botschaft vergleichbar) unterhielt Portugal in der sri-lankischen Hauptstadt Colombo zwischen 1955 und 1975. Seither gehört das Land zum Amtsbezirk des Portugiesischen Botschafters in Indien, der sich dazu in Sri Lanka zweitakkreditiert (Stand 2019).
In der sri-lankischen Hauptstadt Colombo besteht ein portugiesisches Honorarkonsulat.

## Missionschefs
| Name                                                | Bild      | Amtszeit                         | Anmerkungen                                                                                  |
| Sri Lanka                                           | Sri Lanka | Sri Lanka                        | Sri Lanka                                                                                    |
| --------------------------------------------------- | --------- | -------------------------------- | -------------------------------------------------------------------------------------------- |
| Vasco Vieira Garin                                  |           | 10. Januar 1949 – 1955           | Ministro Plenipotenciário mit Amtssitz Neu-Delhi, am 7. Januar 1953 in Colombo akkreditiert  |
| Álvaro Brilhante Laborinho                          |           | 27. Mai 1955 –31. August 1955    | Geschäftsträger an der neueröffneten Legation in Colombo                                     |
| Álvaro Brilhante Laborinho                          |           | ab 1956                          | Ministro Plenipotenciário mit Amtssitz Karatschi, am 2. Februar 1956 in Colombo akkreditiert |
| Carlos Alberto Empis Wemans                         |           | 12. Februar 1956 –1. Juni 1956   | Übergangs-Geschäftsträger am Amtssitz Colombo                                                |
| Fernando de Magalhães Cruz                          |           | 1. Juni 1956 –4. April 1959      | Übergangs-Geschäftsträger am Amtssitz Colombo                                                |
| José Moreira de Campos Alves                        |           | 5. April 1959 –15. Oktober 1961  | Übergangs-Geschäftsträger am Amtssitz Colombo                                                |
| Sérgio Alexandre Ayres Trindade de Sacadura Cabral  |           | 15. Oktober 1961 –24. Juni 1964  | Übergangs-Geschäftsträger am Amtssitz Colombo                                                |
| Carlos Alberto Soares Simões Coelho                 |           | 24. Juni 1964 –1. März 1968      | Übergangs-Geschäftsträger am Amtssitz Colombo                                                |
| Gabriel Maria da Costa Mesquita de Brito            |           | 1. März 1968 –31. Januar 1972    | Übergangs-Geschäftsträger am Amtssitz Colombo                                                |
| Gil Pessanha de Alcoforado Saldanha                 |           | 1972 –24. Juni 1975              | Übergangs-Geschäftsträger am Amtssitz Colombo, am 10. Januar 1972 akkreditiert               |
| Luis Gaspar da Silva                                |           | ab 1977                          | Botschafter mit Amtssitz Neu-Delhi, am 4. Februar 1977 in Colombo akkreditiert               |
| João Eduardo Monteverde Pereira Bastos              |           | ab 1980                          | Botschafter, am 17. März 1980 akkreditiert                                                   |
| António Manuel da Veiga e Meneses Cordeiro          |           | ab 1982                          | Botschafter, am 5. Juli 1982 akkreditiert                                                    |
| António Telo Moreira de Almeida de Magalhães Colaço |           | ab 1985                          | Botschafter mit Amtssitz Neu-Delhi, am 22. Januar 1985 in Colombo akkreditiert               |
| Álvaro Manuel Soares Guerra                         |           | 6. Juli 1988 – 22. Dezember 1992 | Botschafter, am 2. August 1988 akkreditiert                                                  |
| José Augusto Baptista Lopes e Seabra                |           | ab 1993                          | Botschafter mit Amtssitz Neu-Delhi                                                           |
| Marcello de Zaffiri Duarte de Mathias               |           | ab 1994                          | Botschafter mit Amtssitz Neu-Delhi, am 8. April 1994 in Colombo akkreditiert                 |
| Manuel Marcelo Monteiro Curto                       |           | ab 1998                          | Botschafter mit Amtssitz Neu-Delhi, am 12. Oktober 1998 in Colombo akkreditiert              |
| Francisco Manuel Guimarães Henriques da Silva       |           | ab 2001                          | Botschafter mit Amtssitz Neu-Delhi                                                           |
| Joaquim José Lemos Ferreira Marques                 |           | ab 2002                          | Botschafter mit Amtssitz Neu-Delhi                                                           |
| Luís Filipe Carrilho de Castro Mendes               |           | ab 2007                          | Botschafter mit Amtssitz Neu-Delhi                                                           |
| Jorge Ayres Rosa de Oliveira                        |           | ab 2011                          | Botschafter mit Amtssitz Neu-Delhi                                                           |
| João do Carmo Ataíde da Câmara                      |           | seit 2015                        | Botschafter mit Amtssitz Neu-Delhi                                                           |